# Callimachus youngorum
Callimachus youngorum is een inktvissensoort uit de familie van de Onychoteuthidae. De wetenschappelijke naam van de soort is voor het eerst geldig gepubliceerd in 2010 door Bolstad.